# Live at the Hollywood Bowl
Ne doit pas être confondu avec The Beatles at the Hollywood Bowl.
Live At The Hollywood Bowl, enregistré par le groupe américain The Doors, est l'un des premiers concerts de rock donné au Hollywood Bowl. Il eut lieu le 5 juillet 1968.
Les Doors y interprétèrent quelques-uns de leur plus grand succès tels que Light My Fire, When the music's over ou encore The End. Pour l'anecdote, Mick Jagger des Rolling Stones était ce soir là dans le public.

## Liste des pistes
1. Wake Up - 1:40
2. Light My Fire - 8:15
3. The Unknown Soldier - 4:23
4. A Little Game - 1:22
5. The Hill Dwellers - 2:20
6. Spanish Caravan - 1:19
7. Light My Fire (edit of live version)